# Resolución 47/1 de la Asamblea General de las Naciones Unidas
La Resolución 47/1 de la Asamblea General de las Naciones Unidas fue aprobada el 22 de septiembre de 1992, en respaldo a la Resolución 777 del Consejo de Seguridad. La resolución expulsó a Yugoslavia de la Asamblea General de la ONU.

## Antecedentes
A consecuencia de la desintegración de Yugoslavia, en abril de 1992 el gobierno de Yugoslavia proclamó la República Federal de Yugoslavia, abarcando las repúblicas de Serbia y Montenegro. Además, el gobierno yugoslavo declaró que la República Federal de Yugoslavia era el estado sucesor de la Yugoslavia comunista. El gobierno de Estados Unidos y la Comunidad Europea condicionaron el reconocimiento de la república federal a una serie de condiciones relacionadas con la guerra en Bosnia-Herzegovina, como el retiro del ejército serbio de Bosnia-Herzegovina y la facilitación de ayuda humanitaria. En julio de 1992, una comisión de arbitraje establecida por la Comunidad Europea consideró que la República Federal de Yugoslavia era una nueva nación pero que no podría ser considerada como sucesor de la Yugoslavia comunista.
En junio de 1992, James Baker (secretario de estado de Estados Unidos) hizo un llamado para expulsar a Yugoslavia de la ONU, como castigo por las acciones "indignantes, bárbaras e inhumanas" de las tropas serbias en Bosnia-Herzegovina. Dicho llamado fue parte de un esfuerzo de Washington para tachar a Slobodan Milošević (jefe de Estado de Serbia) como un marginado internacional, un paso que abriría la puerta a una intervención militar internacional.
Reafirmando varias resoluciones sobre el asunto, el Consejo de Seguridad, a través de la resolución 777 consideró que la nación conocida como República Federativa Socialista de Yugoslavia ha dejado de existir y que por lo tanto, recomendó a la Asamblea General que excluyera a Yugoslavia de la Asamblea General y que solicitara la membresía en las Naciones Unidas.

## Debate
A la hora de la votación en la Asamblea General, el primer ministro yugoslavo Milan Panic intentó evitar que la resolución se aprobara, argumentando que el gobierno yugoslavo estaba haciendo todo lo posible para detener la guerra. Sin embargo, varios países llegaron a la conclusión de que incluso si Panic estuviera siendo sincero en cuanto a la búsqueda de la paz en la región, su gobierno ha sido incapaz de controlar a las milicias serbias en Bosnia-Herzegovina. Alia Izetbegovic, presidente de Bosnia-Herzegovina, dijo: "No pongo en duda las intenciones [del primer ministro Panic] para tratar de influir sobre la política de Belgrado, pero dudo que tenga posibilidades de conseguir algo".
La resolución fue aprobada con 127 votos a favor, 6 en contra, 26 abstenciones y 20 ausentes, lo cual marcó la primera vez en la historia de la ONU en que un país era expulsado del organismo, aunque Sudáfrica estaba enfrentando un castigo similar debido al apartheid desde 1974.

## La resolución en pocas palabras
La resolución considera que la República Federal de Yugoslavia no puede "heredar" el puesto de Yugoslavia en la ONU y que por lo tanto debe solicitar su admisión en las Naciones Unidas. Así mismo, debe permanecer al margen de los trabajos de la Asamblea General.
A petición de las delegaciones de Bosnia-Herzegovina y Croacia, el consejo de asuntos legales de la ONU, en una carta a la Secretaría General, declaró que la resolución no terminaba la membresía yugoslava. Según la misiva, Yugoslavia seguiría siendo miembro de la ONU, solo que estaría marginado de la Asamblea General.

## La votación en detalle
A favor
Afganistán, Albania, Alemania, Antigua y Barbuda, Arabia Saudita, Argelia, Argentina, Armenia, Australia, Austria, Azerbaiyán, Baréin, Bangladés, Barbados, Bélgica, Belice, Benín, Bielorrusia, Bolivia, Bosnia-Herzegovina, Brunéi, Bulgaria, Burkina Faso, Bután, Cabo Verde, Canadá, Checoslovaquia, Chile, Chipre, Colombia, Comoras, Congo, Corea del Sur, Costa Rica, Croacia, Dinamarca, Yibuti, Ecuador, Egipto, El Salvador, Emiratos Árabes Unidos, Eslovenia, España, Estados Unidos, Estonia, Fiyi, Filipinas, Finlandia, Francia, Gabón, Gambia, Granada, Grecia, Guatemala, Guinea, Guinea Bissau, Haití, Honduras, Hungría, Indonesia, Irán, Irlanda, Islandia, Islas Marshall, Israel, Italia, Japón, Jordania, Kazajistán, Kirguistán, Kuwait, Laos, Letonia, Liberia, Libia, Liechtenstein, Lituania, Luxemburgo, Madagascar, Malasia, Malaui, Maldivas, Malí, Malta, Marruecos, Mauricio, Mauritania, Micronesia, Moldavia, Mongolia, Nepal, Nicaragua, Níger, Nigeria, Noruega, Nueva Zelanda, Omán, Panamá, Países Bajos, Pakistán, Paraguay, Perú, Polonia, Portugal, Catar, Reino Unido, Ruanda, Rumania, Rusia, Samoa, San Cristóbal y Nieves, San Marino, San Vicente y las Granadinas, Senegal, Singapur, Sudán, Suecia, Surinam, Tailandia, Trinidad y Tobago, Túnez, Turkmenistán, Turquía, Ucrania, Uruguay, Vanuatu, Yemen.
En contra
Kenia, Suazilandia, Tanzania, Yugoslavia, Zambia, Zimbabue.
Abstenciones
Angola, Bahamas, Botsuana, Brasil, Burundi, Camerún, China, Costa de Marfil, Cuba, Ghana, Guyana, India, Irak, Jamaica, Lesoto, Líbano, México, Mozambique, Myanmar, Namibia, Papúa Nueva Guinea, Sri Lanka, Togo, Uganda, Vietnam, Zaire.
Ausentes
Camboya, Chad, Corea del Norte, Dominica, Etiopía, Georgia, Guinea Ecuatorial, Islas Salomón, República Centroafricana, República Dominicana, Santa Lucía, Santo Tomé y Príncipe, Seychelles, Sierra Leona, Siria, Somalia, Sudáfrica, Tayikistán, Uzbekistán, Venezuela.

## Consecuencias
Los serbios reaccionaron con rebeldía y desesperación a la resolución, con los nacionalistas serbios culpando a Panic. El líder serbiobosnio Radovan Karadzic dijo que la resolución no tenía influencia sobre la guerra en Bosnia debido a que "Yugoslavia no tiene nada que ver con esa guerra".
La República Federal de Yugoslavia ingresó a la ONU en 2000.